# Asmalampi
Asmalampi är en sjö i Finland. Den ligger i kommunen Jyväskylä i landskapet Mellersta Finland, i den södra delen av landet, 240 km norr om huvudstaden Helsingfors. Asmalampi ligger 146 meter över havet. Den är 7 meter djup. Arean är 2,7 hektar och strandlinjen är 0,82 kilometer lång. Sjön  ingår i Kymmene älvs huvudavrinningsområde.   I omgivningarna runt Asmalampi växer i huvudsak barrskog.